# Ivraie raide
Pour les articles homonymes, voir Ivraie (homonymie).
Lolium rigidum
Espèce
Classification phylogénétique
L'ivraie raide est une plante herbacée annuelle de la famille des poacées, originaire des régions tempérées de l'ancien monde
Noms scientifiques : Lolium rigidum Gaudin (Synonyme Lolium structum Presl.), famille des Poaceae, sous-famille des Pooideae, tribu des Poeae.
Noms communs : ivraie raide, ivraie à épis serrés, ivraie à épi serré.

## Description

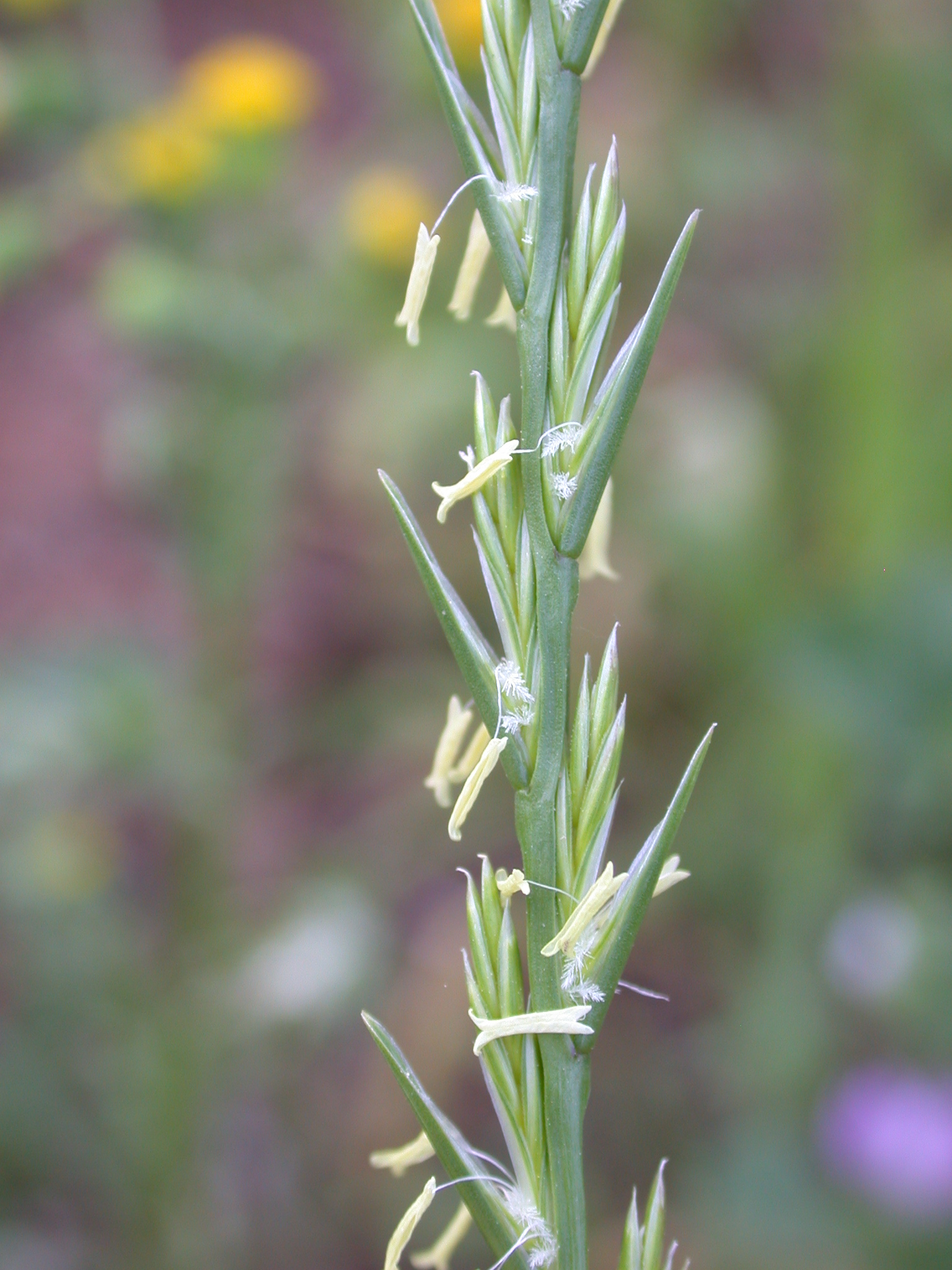
Lolium rigidum

L'ivraie raide est une plante annuelle à tiges dressées formant des touffes de 20 cm à 60 cm de haut, aux feuilles très allongées, glabres, à pointe aiguë de couleur vert foncé.
Les fleurs verdâtres sont regroupées en épis de 20  à   25 cm de long formés de nombreux épillets relativement écartés de l'axe de l'épi, chaque épillet comptant une dizaine de fleurs.

## Distribution
Cette espèce est originaire des régions tempérées et chaudes de l'ancien monde : Afrique du Nord (du Maroc à l'Égypte), Europe méridionale  du Portugal à la Grèce, Asie occidentale (Turquie, région du Caucase, Moyen-Orient, péninsule Arabique), Asie centrale (Daghestan, Turkménistan, Ouzbékistan) et sous-continent indien (Inde, Pakistan).
Elle s'est largement naturalisée dans toutes les régions tempérées du globe.

## Effets du Glyphosate
En France, l'INRA de Dijon confirmait en 2007 un premier cas de résistance au glyphosate.